# Радомирско македонско благотворително братство
Радомирското македонско благотворително братство е организация на бежанците от областта Македония, установили се в Радомир.

## История
На Първия македонски конгрес, провел се в София на 19 – 28 март 1895 година, е основана Македонската организация, която бързо започва да образува клонове в цялата страна. Основано е и дружество в Радомир, което участва активно в дейността на Организацията. На Втория конгрес от 3 до 16 декември 1895 година делегат е Иван Неврокопски, на Третия конгрес от 3 до 11 ноември 1896 година делегат отново е Иван Неврокопски, на Четвъртия конгрес от 15 до 21 юни 1897 година делегат е Георги Стойов, на Петия конгрес от 26 до 29 юли 1898 година делегат е учителят Константин Кюркчиев, на Шестия конгрес от 1 до 5 май 1899 година делегат е отново Иван Неврокопски, делегат и на Осмия конгрес от 4 до 7 април 1901 година.
След Първата световна война дружеството е възстановено като благотворително братство, част от Съюза на македонските емигрантски организации.
На 7 март 1926 година на годишно събрание е избрано ръководство в състав Анастас Неофитов (председател), Ан. Стоянов (подпредседател), Ан. Златков (секретар), Мико Станойков (касиер), а съветници са Никола Кочов, Петър П. Кимев и Коста Станчев. В контролната комисия влизат Георги Табаков, Васил Владимиров и Димитър Шатев.